# Noveleta
Noveleta (také noveletta) je druh krátké prózy. Rozdíl mezi noveletou a ostatními literárními formami, zejména novelou, není ve struktuře děje, jako u ostatních literárních forem, ale pouze v rozsahu díla. Předpisy Ceny Nebula definují noveletu jako prozaické literární dílo delší než 7 500 a kratší než 17 500 slov. Mimo cenu Nebula se tento termín užívá zřídkakdy. Mezi novelety patří například Zlato Isaaca Asimova.